# بوماء (جنس)
البُوْمَاء أو الكَوْجَرُ أو الأسد الأمريكي (الاسم العلمي: Puma)، جنس حيوان مفترس من فصيلة السنوريات، ويضم نوعين احياء فقط، وهو أسد الجبال واليغورندي وقد يشمل أيضًا العديد من ممثلي الأحفوريات غير المعروفة في العالم القديم (على سبيل المثال، Puma pardoides ، أو Owen's panther ،a قطة كبيرة تشبه طراز أسد الجبال من منطقة أوراسيا البليوسينية). بالإضافة إلى هذه الحفريات المحتملة في العالم القديم، من الممكن وجود عدد قليل من ممثلي الأحفوريات في العالم الجديد، مثل Puma pumoides والنوعين من ما يسمى «الفهد الأمريكي»، المصنف حاليًا ضمن جنس Miracinonyx.